# Ahmed Hassan Koka
Ahmed Hassan Mahgoub (Arabisch: أحمد حسن محجوب) (Caïro, 5 maart 1993) – voetbalnaam Koka – is een Egyptisch voetballer die bij voorkeur als aanvaller speelt. Hij verruilde SC Braga in augustus 2020 voor Olympiakos, waarvoor hij eerder al twee verhuurperiodes had gespeeld. In 2013 maakte Koka zijn debuut in het Egyptisch voetbalelftal.

## Clubcarrière
Koka verliet in oktober 2011 de jeugdopleiding van de Egyptische topclub Al-Ahly om zijn geluk te beproeven bij het Portugese Rio Ave. De overgang naar de club uit Portugal was transfervrij; Koka kwam terecht in het elftal onder 19. In juli 2012 werd hij bij het eerste elftal gehaald. Op 9 december 2012 maakte hij zijn debuut in de Primeira Liga tegen FC Paços de Ferreira (0–0). Op 20 januari 2013 maakte hij zijn eerste doelpunt voor Rio Ave tegen Vitória SC. Een week later scoorde hij opnieuw, ditmaal uit bij CS Marítimo. In het seizoen 2012/13 kwam hij tot zeventien competitieoptredens en zes duels in de strijd om de Portugese voetbalbeker; negenmaal was hij trefzeker.

## Interlandcarrière
Koka was actief met Egypte –20 op het wereldkampioenschap voetbal onder 20 in 2011 in Colombia. Tot 2013 was hij in het jeugdelftal actief en speelde hij in totaal 25 wedstrijden. Op 14 augustus 2013 maakte Koka zijn debuut in het Egyptisch voetbalelftal in een oefeninterland tegen Oeganda (3–0 winst). In de 27ste minuut maakte hij op aangeven van Ahmed Hegazy het eerste doelpunt. Na 61 minuten werd hij vervangen door Ahmed Hamoudi.

## Spelerstatistieken

### Overzicht als clubspeler[5]
| seizoen | club       | land     | competitie    | wedstrijden | doelpunten |
| ------- | ---------- | -------- | ------------- | ----------- | ---------- |
| 2012/13 | Rio Ave FC | Portugal | Primeira Liga | 17          | 7          |
| 2013/14 | Rio Ave FC | Portugal | Primeira Liga | 25          | 3          |
| 2014/15 | Rio Ave FC | Portugal | Primeira Liga | 22          | 12         |
| 2015/16 | Rio Ave FC | Portugal | Primeira Liga | 2           | 1          |
| 2015/16 | SC Braga   | Portugal | Primeira Liga | 23          | 10         |
| 2016/17 | SC Braga   | Portugal | Primeira Liga | 14          | 2          |
| 2017/18 | SC Braga   | Portugal | Primeira Liga | 14          | 4          |
| Totaal  | Totaal     | Totaal   | Totaal        | 117         | 39         |

Bijgewerkt op 13 februari 2015.